# Strana Officina
Strana Officina è un gruppo musicale heavy metal italiano, attivo dal 1975 al 1995 e riformatosi nel 2006.

## Storia

### Origini
A Livorno a metà degli anni settanta Fabio Cappanera alla chitarra, Roberto Cappanera alla batteria ed Enzo Mascolo al basso, diedero vita a una dei primi gruppi metal italiani.
Il nome del gruppo fu un'idea dei fratelli Cappanera, che avevano adibito un angolo dell'officina meccanica del loro padre a sala prove; essendo l'officina in una zona abitata, i vicini si lamentarono dei suoni e chiamarono i Carabinieri che, giunti sul posto, effettuarono un controllo durante il quale uno dei militari esclamò: «Certo che questa officina è davvero strana!».
Dopo un periodo iniziale in cui Fabio Cappanera curò le parti vocali, si aggiunse al gruppo Johnny Salani, rimasto fino al 1982.
In quegli anni arrivarono a fare da gruppo spalla ad artisti come B.B. King, John Mayall e Muddy Waters sempre sottolineando la loro origine heavy.
Nel 1982 entrarono due ex membri della Bud Blues Band, Daniele Ancillotti in sostituzione di Salani alla voce e Marcello Masi come seconda chitarra.

### 1983-1988:Heavy Metal EruptioneStrana Officina
Nel 1983 Strana Officina produce il suo primo demo inviato, tra gli altri, alla redazione di Rockerilla, una delle prime riviste a tenere una rubrica tematica sull'heavy metal.
Fu così che il gruppo ottenne la sua prima pubblicazione su vinile con la saxoniana Non Sei Normale all'interno della prima compilation metal italiana Heavy Metal Eruption (Metal Eye, 1983). Curata da Beppe Riva, la compilation vedeva complessi come Crying Steel, Death SS, Rollerball, Steel Crown, Elektradrive, Revenge, Shyning Blade, Ransackers e sancì l'atto di nascita del movimento heavy metal in Italia, a cui seguì la partecipazione al primo festival di heavy metal italiano, il Certaldo Fest nel maggio 1983, che vedeva sul palco i nomi più noti dell'allora scena italiana: Shining Blade, Rollerball, Revenge, Death SS, Monolith, Steel Crown, RAFF, Vanexa.
Nel 1984 pubblicano il loro primo EP dal titolo Strana Officina (Minotauro), album in lingua italiana, all'epoca una peculiarità degli Strana Officina e una rarità all'interno dell'heavy metal nazionale.
All'interno del disco, oltre al brano Luna nera da cui fu tratto il videoclip, ci sono brani storici come Viaggio in Inghilterra e Piccolo uccello bianco di cui una versione live fu presentata in forma video alle TV tematiche di allora. Nel tour che ne seguì è da menzionare la partecipazione all'Italian Massacre di Mantova e l'intervista per il programma di videomusic Heavy con Kleever del 1985.

### DaThe Ritualallo scioglimento
Tra il 1985 e il 1987 il gruppo, anche a causa delle trattative con le etichette estere, matura l'idea di utilizzare prevalentemente la lingua inglese e nel 1987 esce il 12" EP The Ritual per la LM Records di Luigi Mazzesi. Il disco ebbe un ottimo riscontro di pubblico e di critica, divenendo così uno dei gruppi più importanti del metal italiano con concerti che perlopiù facevano il "tutto esaurito". Uno dei loro storici concerti al Tenda di Firenze contò più partecipanti di quelli convenuti per Venom ed Exodus messi assieme. Nel 1987 gli Strana Officina vengono inseriti nella storica compilation di metal italiano prodotta dalla Durium e intitolata Metalmaniac, con il brano più noto dell'album intitolato Metal Brigade.
Nel 1988 esce l'LP Rock & Roll Prisoners, disco in cui traspaiono molte influenze: dal blues all'hard rock anni '70, dal rock and roll al tipico british Heavy Metal. 
Il disco ottenne un discreto numero di vendite e porta a un intensificarsi dell'attività live.
Tra i live del tour che seguì il disco è da menzionare quello di Livorno, che fu ripreso dal Centro Video S. Marco con la regia di Andrea Bartoli e trasmesso da Videomusic.
Ad agosto di quello stesso anno il gruppo rappresentò l'Italia insieme ai Fil di ferro e ai Crossbones all'Open Air Music Festival di Lugano.
Il 23 luglio 1993 i fratelli Cappanera morirono in un incidente stradale, evento che causò lo scioglimento del gruppo.

### Dopo lo scioglimento
Dall'autunno 1993 fino al 1995 il gruppo tenne concerti con Dario Cappanera (nipote dei fratelli Cappanera) alla chitarra, e Rolando Cappanera (figlio di Roberto) alla batteria.
Nel 1995 esce il postumo Una vita per il rock, dove viene concentrata tutta la produzione della Strana Officina (con l'esclusione di Burnin' Wings, la versione inglese di Piccolo uccello bianco).

### La "nuova" Strana Officina
Nel 2006 il gruppo si riunisce per un solo concerto e il posto dei compianti fratelli Fabio e Roberto Cappanera viene ufficialmente preso dal nipote Dario e dal figlio di Roberto, Rolando Cappanera. Il riformato gruppo suona nella giornata italiana del Gods of Metal.
Nel giugno 2007 esce la raccolta The Faith, contenente le ri-registrazioni di vecchi classici insieme a due brani inediti. Con la sua pubblicazione, il gruppo riprende l'attività live in tutta Italia.
Il 21 marzo 2010 viene pubblicato sotto l'etichetta My Graveyard Productions l'album Rising to the Call, il primo disco di inediti che vede la formazione composta dai due veterani Daniele "Bud" Ancillotti (voce) ed Enzo Mascolo (basso, solo in due brani) al fianco dei giovani Dario "K" Cappanera (chitarra) e Rolando Cappanera (batteria). L'album contiene 10 tracce, di cui otto inedite e due, in italiano in chiusura del CD, tratte dal vecchio repertorio del gruppo.
Il disco viene presentato ufficialmente durante l'Italian Gods of Metal 2010.
Il 3 febbraio 2014 vengono pubblicate le ri-edizioni dei primi 2 EP Strana Officina e The Ritual, dell'album Rock & Roll Prisoners (prima pubblicati singolarmente solo in vinile e, in CD, nella compilation Una vita per il rock) e della raccolta Rare & Unreleased (precedentemente edita solo su vinile all'interno del Box La storia 1979-1989 e contenente alcune canzoni inedite su EP e LP).
Le ristampe sono pubblicate su CD dall'etichetta italiana Jolly Roger Records e contengono i brani in versione rimasterizzata, bonus tracks e brani live.
Il 3 dicembre 2015 esce il libro Batti il Martello, la biografia ufficiale della Strana Officina (Crac Edizioni) scritto dal giornalista Alex Ventriglia (H/M, Ciao 2001, Power Zone, Rocker, Grin Zone, Metal Maniac, Classic Rock, ora direttore editoriale di  Metal Hammer Italia) e curato dal giornalista e scrittore Luca Fassina.
Nel 2018, esce la compilation Non finirà mai, contenente i brani inediti registrati dalla seconda formazione del 1993-1995, e il rifacimento degli stessi ad opera della nuova formazione degli anni duemila.
Il 19 aprile 2019, sempre per la Jolly Roger Records esce il disco Law of the Jungle, preceduto dal videoclip ufficiale The Wolf Within e anche questa volta chiuso con due tracce riprese dallo storico repertorio del gruppo Difendi la Fede (versione italiana di Metal Brigade) e Guerra Triste.

## Formazione

### Formazione attuale
- Daniele Ancillotti – voce
- Denis Chimenti – chitarra
- Enzo Mascolo – basso
- Rolando Cappanera – batteria

### Ex componenti
- Johnny Salani – voce (1979-1981)
- Fabio Cappanera – chitarra (1979-1993)
- Marcello Masi – chitarra (1982-1987)
- Roberto Cappanera – batteria (1979-1993)
- Dario Cappanera – chitarra (1993-2021)

## Discografia
Album in studio
- 1988 – Rock & Roll Prisoners
- 2010 – Rising to the Call
- 2019 – Law of the Jungle

EP
- 1984 – Strana Officina
- 1987 – Ritual

Compilation
- 1995 – Una vita per il rock
- 2007 – The Faith
- 2018 – Non finirà mai

Raccolte
- 2008 – La storia 1979-1989
- 2014 – Le Ristampe